# (4645) Tentaikojo
(4645) Tentaikojo (1990 SP4) – planetoida z pasa głównego asteroid okrążająca Słońce w ciągu 4,37 lat w średniej odległości 2,67 j.a. Odkryta 16 września 1990 roku.